# 발데마르 레기엔
발데마르 레기엔(폴란드어: Waldemar Legień, 1963년 8월 28일~)은 폴란드의 유도 선수, 지도자이다. 그는 1988년 하계 올림픽에서 남자 하프미들급 금메달, 1992년 하계 올림픽 남자 미들급 금메달을 획득했다. 또한 세계 선수권 대회에서 동메달 3개(1987, 1989, 1991)를 획득했고 유럽 선수권 대회에서 금메달 1개, 은메달 1개, 동메달 1개를 획득했다.
현역 은퇴 후인 1993년부터 프랑스의 유도단인 라싱 클뤼브의 지도자로 활동하고 있다.

## 수상

### 수훈
- 사령관십자 폴란드 재건국 훈장(2019년 10월 18일)
- 장교십자 폴란드 재건국 훈장(1992년)
- 기사십자 폴란드 재건국 훈장(1988년)